# 史編
史編（1619年10月8日—1652年），字修文，號覺萬，河南開封府鄭州滎陽縣人，清朝政治人物。

## 生平
史編是崇禎十二年（1642年）舉人，順治二年（1646年）成進士，先在吏部觀政，後獲授青陽知縣，為政廉明，勵精圖治，又嚴密守衛城池，每天勸諭不順服者，青陽因此安寧，因勞累在官署去世，縣人在九華山祭祀他。

## 家族
曾祖史鸞；祖父史大成；父史廷珠。

## 引用
1. 1 2  民國《滎陽縣志·卷八·選舉志》：進士……國朝 史編，字修文，順治丙戌進士，任青陽令廉明健爽，治有頌聲。
2. 1 2  《順治三年丙戌科進士三代履歷》：史編，曾祖鸞；祖大成；父廷珠。覺萬，易四房，己未九月初二日生，滎陽人，己卯四十九名，會試三百二十九名，三甲二十名，吏部觀政，授江南青陽知縣。
3. ↑  光緒《青陽縣志·卷二》：國朝 知縣……史編 河南滎陽人，由進士順治四年任，勵精圖治，加意作人，晝夜防守城池，朝夕勸諭頑梗，殘黎獲保，危邑漸安，以勤勞卒于官署，邑人於九華山祀之，有記。